# 外阴结核病
外阴结核病（tuberculosis of vulva），是一种非常罕见的女性生殖道的结核病，其主要病发于阴唇和外阴前庭。
病人常带有或没有结核病的中毒症状，如低热、盗汗、乏力、消瘦等，病变发展缓慢。溃烂型患者常带有一边缘软薄而浅表的溃疡；而增生型患者则出现类皮肤肿病症状。多数病人有结核病史。在活体检查中可以发现结核杆菌。